# Teresa Margherita Redi
Teresa Margherita Redi, al secolo Anna Maria Redi (Arezzo, 15 luglio 1747 – Firenze, 7 marzo 1770), è stata una religiosa italiana. Beatificata nel 1928, è stata proclamata santa da papa Pio XI nel 1934.

## Biografia
Frequentò come educanda il monastero di Santa Apollonia di Firenze fino al 1764. Decisiva per la sua vocazione fu l'ispirazione attribuita a Teresa d'Avila, grazie alla quale scelse il Carmelo. Entrò nel monastero carmelitano di Firenze il 1º settembre 1764 e vestì l'abito delle Carmelitane scalze l'11 marzo 1765, prendendo il nome di suor Teresa Margherita del Cuore di Gesù.
La seconda grande ispirazione della sua vita fu il passo della prima lettera di Giovanni Dio è amore (1 Giovanni 4,16) e cercò di vivere improntata a questo concetto. Si dedicò quindi alla preghiera e all'assistenza delle consorelle anziane fino a che, molto giovane (neppure 23 anni), morì a causa di una peritonite, il 7 marzo 1770.

## Il culto
Secondo il racconto degli agiografi, a poche ore dalla morte il corpo senza vita perse il suo pallore e cominciò a emanare un odore gradevole. Per diverse settimane non mostrò segni di decomposizione. Numerosi credenti, incitati dal padre della religiosa e dal suo direttore spirituale, gridarono al miracolo e manifestarono una fervente devozione.
Erano solo gli inizi di una vicenda destinata a sviluppi clamorosi, che assorbì le tensioni di un'epoca, coinvolgendo di volta in volta influenti ecclesiastici e autorevoli uomini politici, intraprendenti nobili e devoti popolani, raffinati teologi e rinomati predicatori, rispettabili uomini di scienza e maldestri ciarlatani.
Fra numerose traversie, il processo di canonizzazione di Teresa Redi andò avanti per oltre 150 anni, resistendo ai radicali cambiamenti intervenuti con la Rivoluzione francese, l'età napoleonica, la Restaurazione, l'unità italiana, veicolando messaggi che mantennero intatto il loro potere comunicativo fino alla prima metà del Novecento, sotto il pontificato di Pio XI, nell'Italia governata dal regime fascista.
Nel 1806 la Priora e le monache di S. Teresa di Firenze tentarono di promuovere la beatificazione della mistica pubblicando una biografia.
Fu canonizzata dallo stesso papa Pio XI il 19 marzo 1934, che la definì “neve ardente”.
La memoria liturgica ricorre il 7 marzo (il 1º settembre per l'Ordine carmelitano).